# BAW Street
BAW Street — высокопольный автобус малой вместимости производства BAW-RUS Motor Corporation, созданный специально для России.

## История производства
Модель разрабатывалась специально для России российско-китайской компанией BAW-RUS Motor Corporation.В основе лежит шасси грузового автомобиля BAW Fenix. Первый кузов был изготовлен в ноябре 2009 года на Тролза при участии BAW. Первые образцы сошли с конвейера в 2010 году и отправились в опытную эксплуатацию на маршруты Ульяновска. В августе того же года автобус был представлен на Московском международном автосалоне MIMS-2010 и в сентябре на выставке «Мир автобусов» в Коломне, получив высокую экспертную оценку. В 2011 году модель получила улучшенную тормозную систему и обновлённую электронную комбинацию приборов. Тогда же началось массовое производство.
В 2013 году началось производство рестайлинговой версии, которое продолжалось до банкротства завода в 2017 году. Но осенью того же года на заводе СИМАЗ, открытом на площадях бывшего БАУ-Рус, началось производство автобуса СИМАЗ-2258, который представляет собой автобус BAW Street с прежним кузовом, но переставленным на новое японское шасси Isuzu.

## Конструкция[5]
- Шасси — BAW Fenix
- КПП — 5-ступенчатая, механическая, полностью синхронизированная.
- Тип двигателя — CA4DC2-12E3, дизельный с турбонаддувом и интеркулером
- Расположение цилиндров — 4R.
- Рулевое управление — ГУР интегрального типа; рулевая колонка с регулировкой по высоте и наклону
- Тормозная система—двухконтурная, пневматическая с АБС типа Wabco; тормозные механизмы передних колес-дисковые, задних-барабанные; стояночная с энергоаккумуляторами, с приводом на задние колеса или трансмиссионный тормоз барабанного типа; вспомогательная компрессионного типа моторный (горный) тормоз.
- Подвеска — зависимая, рессорная с гидравлическими телескопическими амортизаторами.
- Топливный бак — 130 л
- Кузов — рамный, вагонной компоновки с передним расположением двигателя
  - Обшивка кузова: оцинкованная сталь.
- Сидения
  - Сиденье водителя — кресло с регулировкой в продольном направлении и наклона спинки, обивка тканевая
  - Пассажирские сиденья — мягкие (высокая спинка) на металлокаркасе, винилискожа
- Двери — сдвижные, с пневмоприводом, ширина прохода 700 мм
- Остекление — вклеенные стекла тонированные в массе со сдвижными форточками в алюминиевой раме и с вклеенными сдвижными форточками
- Система отопления и вентиляции — фронтальный отопитель (окно ветровое, боковые стекла в районе зеркал заднего вида, рабочее место водителя) — жидкостный от системы охлаждения двигателя через отопитель-подогреватель 14ТС-10. Салон: 3 шт. (2 воздушных независимых отопителя «Планар −44Д» теплопроизводительностью по 4 кВт и «Планар−8Д» — 8 кВт) Отопители имеют независимое управление с таймером. Люки аварийно-вентиляционные прозрачные на крыше салона, 2 шт.
- Комплектация — бортовой компьютер, подготовка к установке бортового комплекта аппаратуры спутниковой навигации ГЛОНАСС/GPS, противотуманные фары.

## Эксплуатирующие города[7]
- Россия, Ульяновск — 39 (по состоянию на февраль 2018 года) практически все находятся в нерабочем состоянии)
- Россия, Владивосток — 28
- Россия, Рязань — 14
- Россия, Самара — 1
- Россия, Новороссийск — 11
- Россия, Тюмень — 1
- Россия, Екатеринбург — 1
- Россия, Муром — 1
- Россия, Хабаровск — 2
- Россия, Кострома — 1
- Россия, Благовещенск — 9